# Carlos Alazraqui
Carlos Jaime Alazraqui (ur. 20 lipca 1962 w Sacramento) – amerykańsko-hiszpański aktor, komik, aktor głosowy i scenarzysta pochodzenia argentyńskiego.

## Filmografia
- 2009: Big Time Rush jako Marcos De Pose
- 2008: The Invited jako Charlie Evans
- 2008: The Conjuring jako Charlie Evans
- 2008: Małpy w kosmosie (Space Chimps) jako Houston (głos)
- 2007: The 77 Secrets of Fairly OddParents Revealed jako pan Crocker (głos)
- 2007: Gdzie pachną stokrotki (Pushing Daisies) jako Gordon McSmalls
- 2007: Reno 911!: Miami jako James Garcia
- 2006: Złota Rączka jako Manny
- 2006: Happy Feet: Tupot małych stóp (Happy Feet) jako Nestor (głos)
- 2006: Finley, wóz strażacki (Finley the Fire Engine) jako Lyle/ Scotty/ Pan Dzwonek
- 2005: Mały wojownik (The Toy Warrior) jako (głos)
- 2005: Harcerz Lazlo (Camp Lazlo) jako Lazlo (głos)
- 2005: Podwójne życie Jagody Lee (The Life and Times of Juniper Lee) jako Mentor / Tato (głos)
- 2005: Maggie Brzęczymucha (The Buzz on Maggie) jako różne postacie (głos)
- 2004: Ruchomy zamek Hauru (Hauru no ugoku shiro)
- 2004: Komputerowy duch (I Downloaded a Ghost) jako Winston Pritchett
- 2004: SpongeBob Kanciastoporty (The SpongeBob SquarePants Movie) jako giermek/Goofy Goober Announcer/złodziej (głos)
- 2004: Crash Nebula jako Felos (głos)
- 2004: Psi mistrz: Puchar Europy (Soccer Dog: European Cup) jako dyrektor Blair
- 2004: Jimmy Timmy Mocna Godzina (The Jimmy Timmy Power Hour) jako Denzel Crocker (głos)
- 2004: Maja i Miguel (Maya & Miguel) jako Paco (głos)
- 2003: Spanish Fly jako Enrique
- 2003: Kaczor Dodgers (Duck Dodgers) jako Komendant Filgalgo (głos)
- 2003: Posterunek w Reno (Reno 911!) jako James Garcia
- 2002–2005: Mucha Lucha (¡Mucha Lucha!) jako Rykoszet (2002–2004)/Pan Midcarda (głos)
- 2001: Przygody Timmy’ego (The Fairly OddParents) jako Denzel Crocker/Wandisimo Magnifico (głos)
- 2001: Magiczna gwiazdka Mikiego: Zasypani w Café Myszka (Mickey’s Magical Christmas: Snowed In at the House of Mouse) jako Panchito (głos)
- 2001: Mroczne przygody Billy’ego i Mandy (The Grim Adventures of Billy & Mandy) jako Imp (głos)
- 2001–2003: Strażnicy czasu (Time Squad) jako Mahatmi Gandhi / Komik / Dummy (głos)
- 2001–2002: Café Myszka (House of Mouse) jako Panchito (głos)
- 2001: Kotopies i tajemnica zniknięcia rodziców (CatDog: The Great Parent Mystery) jako Winslow (głos)
- 2001: Jimmy Neutron: mały geniusz (Jimmy Neutron: Boy Genius) jako Tata Sheena (głos)
- 2000−2003: Świat nonsensów u Stevensów (Even Stevens) jako doktor Paz
- 1999: Dirt Merchant jako Ronny Orlando
- 1999: SpongeBob Kanciastoporty (SpongeBob SquarePants) jako Scooter/Nastoletnia ryba/Dr Fish/Spiker
- 1999: Głowa rodziny (Family Guy) jako Jonathan Weed (głos)
- 1998: Dawno temu w trawie (A Bug’s Life)
- 1998: Oh Yeah! Cartoons jako Inni (głos)
- 1998: Syn chrzestny (The Godson) jako Tony 'Flock You' Montana
- 1997–2002: Pokémon (Poketto monsutâ)
- 1997–2001: Bobry w akcji (The Angry Beavers) jako Additional Voices
- 1993–1996: Rocko i jego świat (Rocko’s Modern Life) jako Rocko / Spunky / Królik (głos)
- 1991–1998: Niegrzeczni panowie (Men Behaving Badly) jako Larry Epstein